# Delphinium nordhagenii
Delphinium nordhagenii là một loài thực vật có hoa trong họ Mao lương. Loài này được Wendelbo mô tả khoa học đầu tiên năm 1954.